# Jola
Ej att förväxla med språket dioula (jula). För svampsläktet med samma namn, se Jola (svamp).
Jola, även dyola, diola, yola, floups och felupes är ett samlingsnamn för flera folkslag i Senegal, Gambia och Guinea-Bissau. Totalt omfattar Jola, enligt uppgifter hämtade 2023, cirka 770 000 människor. Mellan de olika grupperna finns både språkliga och kulturella skillnader. Gemensamt är deras social organisation och tidigare delade de också religion och ritualer. Per 2022 hade de flesta konverterat till islam eller katolicism, även om den traditionella tron fortfarande kunde vara stark.
Gemensamt för de olika folkgrupperna är också huvudnäringen, traditionell och särpräglad våtrisodlingen. Reser odlas på  våtmarker nära tidvattenområden, och för att hålla saltvattnet ute bygger de speciella jordvallar. Det är en teknik som möjligen kan härledas till första århundradet e.Kr. På 1900-talet kompletterades risidling med odling av kontantgrödor, primärt jordnötter.
Jolafolket särskiljs bland annat av sina efternamn, som ofta är Badgi/Badji/Biagui, Bassène, Bodian, Coly, Camara, Diamecoune, Diehme/Dieme/Deme, Djiba, Ehemba, Goudjaby, Himbane, Manè, Manga, Nassy, Sambou, Sembene, Sanè, Sonko, Tamba eller Tendeng.[källa behövs]

## Historia
Jolafolket jagades bort från Maliriket runt 1400 av Mandinkafolket. Runt 1450 blev de de första att etablera sig vid Gambiafloden, men blev kort därefter bortjagade av Mandinka igen. År 1500 anlände de till Casamancefloden, där de snart började förföljas av portugiser på jakt efter slavar.[källa behövs]

## Språk
Jola är också ett språk som talas av en halv miljon människor i delar av Gambia och Guinea-Bissau. Man talar om omkring 20 distinkta dialekter i jolaspråket.[källa behövs] Språket tillhör den atlantiska grenen av Niger–Kongospråken.

### Dialekter
- Ejamat, (förr kallat felup), talas i Guinea-Bissau och delar av Senegal.